# Dorstenia roigii
Dorstenia roigii là một loài thực vật có hoa trong họ Moraceae. Loài này được Britton mô tả khoa học đầu tiên năm 1924.